# Hamster Jovial et ses louveteaux
 (mai 2020).
Si vous êtes l’auteur de ce texte, vous êtes invité à donner votre avis ici. À moins qu’il soit démontré que l’auteur de la page autorise la reproduction et que ce contenu soit compatible avec les principes fondateurs de Wikipédia, cette page sera supprimée ou purgée au bout d’une semaine maximum. En attendant le retrait de cet avertissement, veuillez ne pas réutiliser ce texte.
Hamster Jovial et ses louveteaux est une bande dessinée française créée par Gotlib, parue de décembre 1971 à juin 1974 dans le magazine de musique Rock & Folk, puis publiée en album en 1974.

## L'histoire
Parue dans les années 1970 dans le magazine de musique Rock & Folk, Hamster Jovial… est l’un des sommets de l’art de Gotlib. On y suit les aventures d'Hamster Jovial, le type même du chef scout, sorte de parodie de Baden-Powell, passionné par la pop music, qui essaye de faire partager son amour pour cette musique à ses protégés, trois jeunes enfants (deux garçons, une fillette), totalement inintéressés. En effet, très précoces, pervers, et bien loin de l’image innocente et naïve que l’on aurait tendance à avoir d’une troupe de louveteaux, les trois ouailles d'Hamster Jovial sont de vrais sales gosses : l’un des jeunes bambins et sa camarade passent leur temps à s’embrasser langoureusement, tandis que le troisième, éternel solitaire, se cure le nez et tente vainement de glisser sa main sous la jupe de la petite fille, féministe convaincue qui met régulièrement ses compagnons au tapis.
Pendant ce temps, entre les tentatives d’adaptations rock de Flamme pure et légère, la visite d'une banque du sperme, la musique, les prières, Hamster Jovial, plein de sentiments et de candeur, découvre perpétuellement le monde qui l’entoure.

## Éditions
- Hamster Jovial et ses louveteaux, Paris, Presses de la Bûcherie, 1974[1]
- Hamster Jovial et ses louveteaux, Paris, Fluide glacial-Audie, 2005  (ISBN 2-85815-421-X)[2]